# Adam Afriyie
Adam Afriyie (né le 4 août 1965) est un homme politique britannique et homme d'affaires qui est député pour Windsor de 2005 à 2024. Il est membre du Parti conservateur,.

## Jeunesse
Fils d'une mère anglaise et d'un père ghanéen, Afriyie est né à Wimbledon, à Londres, et grandit à Peckham, fréquentant l'école primaire Oliver Goldsmith. Il fait ses études à Addey et Stanhope School et est titulaire d'un BSc, diplôme en économie agricole du Wye College.
Afriyie a sept demi-frères et sœurs et un frère. Il dit de son éducation: «Je n'ai jamais connu mon père avant d'être beaucoup plus âgé et ma mère, Gwen, nous a élevés seuls. Elle était mon rocher, le gel au centre de ma vie, bien que ses relations tumultueuses avec différents hommes aient créé un état constant de flux aux frontières de notre famille. "

## Carrière dans les affaires
Afriyie est président de Connect Support Services, une société de support informatique qu'il crée en 1993. Il possède les deux tiers de DeHavilland, une société de sondage politique, qui est vendue aux éditeurs Emap en 2005 pour 18 millions de livres sterling. Il est également finaliste régional aux Ernst and Young Entrepreneur of the Year Awards 2003.
Il est gouverneur du Musée de Londres, administrateur du Museum in Docklands et directeur de Policy Exchange, un organisme politique de centre droit. Afriyie est partie prenante d'Axonn Media, une entreprise de marketing de contenu. La société s'occupe des marques telles que Content Plus, NewsReach, DirectNews et ReelContent.
Axonn réalise un chiffre d'affaires de 9,4 M £ en 2011 et un bénéfice avant impôts de 1,3 M £. Afriyie est le principal actionnaire de la société.

## Carrière politique

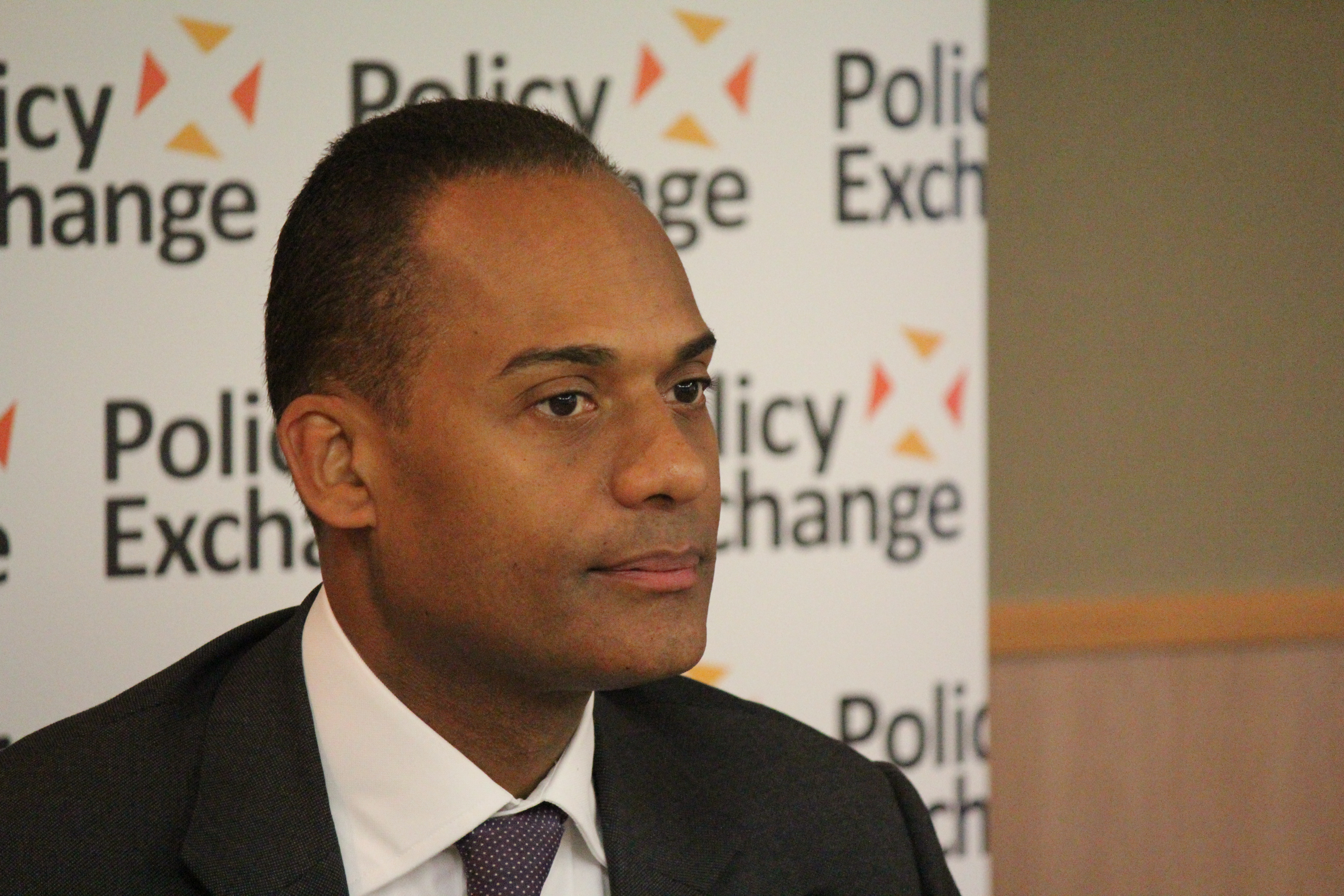
Afriyie, octobre 2013

Membre du Parti conservateur depuis 1990, il soutient en 1999 Jeffrey Archer sur sa campagne infructueuse pour être le premier Maire de Londres directement élu.
Il est choisi comme candidat parlementaire pour la circonscription de Windsor en octobre 2003. Il est élu pour la première fois aux élections générales de 2005, avec une part accrue des voix (49,5%) et un basculement vers les conservateurs de 1,2%.
Il est le premier parlementaire métis du Parti conservateur, bien qu'il ait déclaré dans une interview accordée au Evening Standard qu'il ne se considère pas comme noir mais « post-racial ». Aux élections de 2010, il est réélu, avec une majorité accrue (60,8%) et un basculement vers les conservateurs de 11,4%. Il prononce son premier discours le 23 mai 2005.
Afriyie vote contre le projet de loi sur le mariage des couples de même sexe, invoquant sa crainte pour la liberté religieuse, et aussi qu'il pense que les partenariats civils simples devraient être autorisés, mais pas le projet de loi.
En novembre 2013, Afriyie propose un amendement au projet de loi 2013-2014 sur l'Union européenne (référendum), pour forcer un vote anticipé pour un référendum sur l'adhésion à l'Union européenne, contre la volonté expresse de son parti. Il continue à préconiser un référendum rapide après que son amendement rebelle ait été facilement rejeté à la Chambre des communes avec seulement 6% des voix, invoquant le soutien du public à une telle initiative.
En décembre 2014, Afriyie et six autres parlementaires du Parti conservateur votent contre le projet de loi sur l'égalité de rémunération (transparence), qui obligerait toutes les entreprises de plus de 250 employés à déclarer l'écart de rémunération entre les salaires moyens des hommes et des femmes. Il est proposé comme candidat possible contre David Cameron pour la direction du Parti conservateur, mais il a peu de soutien.

## Vie privée
En août 2005, il épouse sa deuxième et actuelle épouse Tracy-Jane (née Newell), une avocate et l'ancienne épouse de Kit Malthouse, alors chef adjoint du Westminster City Council .
En février 2013, la richesse d'Afriyie est estimée entre 13 et 100 millions de livres,. Il possède une grande maison à Westminster, ainsi qu'un ancien monastère du XVIIe siècle à Old Windsor appelé "The Priory"  .